# 馬東納迪坎皮利奥
馬東納迪坎皮利奥（義大利語：Madonna di Campiglio）是位於義大利北部的村莊和滑雪場。本村莊位於海拔1,522米（4,993英尺）的伦代纳谷，居民約1,000人。

## 節日和活動
瑞典高山滑雪運動員英厄馬爾·斯滕馬克於1974年12月17日在此贏得了他的首次世界盃比賽。

## 外部連結
- 官方网站